# Ožujsko
Ožujsko — світле пиво, що виробляється у Хорватії Загребською броварнею, яка належить до активів міжнародної пивоварної корпорації StarBev. Найпопулярніше хорватське пиво за обсягами продажів на внутрішньому ринку. Назва пива буквально перекладається як «Березневе» (від хорв. Ožujak, тобто березень).
Торговельна марка Ožujsko є партнером Хорватського футбольного союзу та багаторічним спонсором футбольної збірної Хорватії.

## Історія

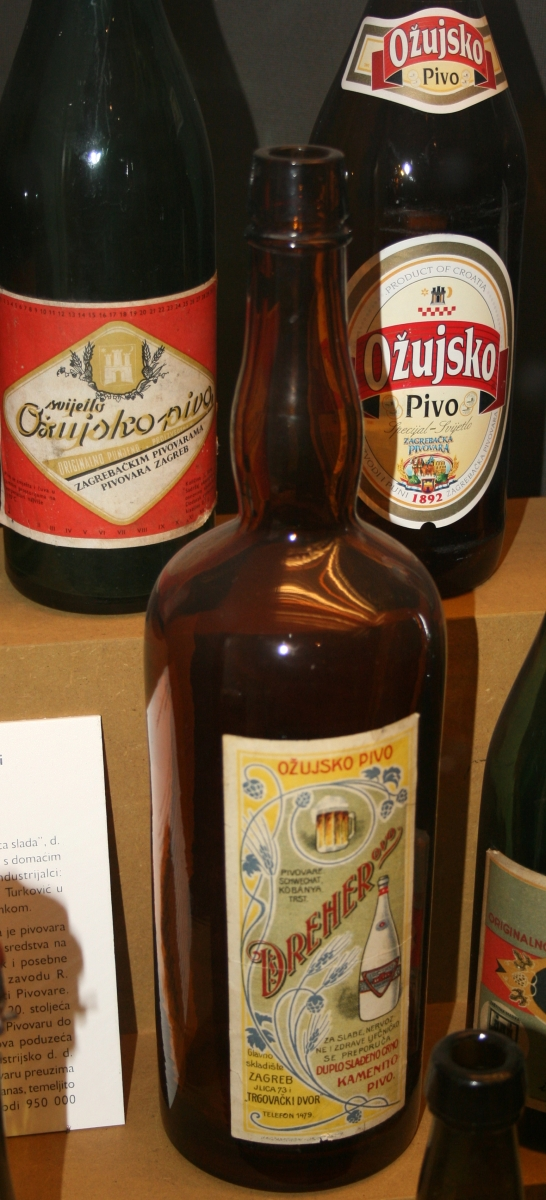
Пляшки пива Ožujsko в міському музеї

Виробництво Ožujsko розпочалося 1893 року, через рік від заснування Загребської броварні, що робить його одним з найстаріших продуктів у Хорватії, виробництво яких ніколи не припинялося.
З 1994 року входило до продуктового портфелю міжнародної пивоварної корпорації Interbrew, яка після низки злиттів і поглинань, утворила міжнародного пивоварного гіганта Anheuser-Busch InBev. У грудні 2009 року пивні активи Anheuser-Busch InBev у країнах центральної Європи, включаючи Хорватію, придбав інвестиційний фонд CVC Capital Partners. На сьогодні торговельна марка Tomislav входить до переліку брендів створеної фондом корпорації StarBev.

## Різновиди
Основним сортом пива Ožujsko є Ožujsko Pivo, світлий лагер з вмістом алкоголю 5 % та густиною 11,0 %. З огляду на назву цього пива, яка перекладається як «Березневе», його нерідко відносять до пивного стилю Мерцен (нім. Märzen), тобто березневого пива. Однак, оскільки ані технологічно, ані за характеристиками напою сучасне Ožujsko не має притаманних мерценам особливостей, коректніше відносити його до пільзнерів або до загальнішої категорії світлих євролагерів.
Крім того під цією ж торговельною маркою виробляються:
- Ožujsko Pšenično — пшеничне пиво з додаванням коріандру, вмістом алкоголю 5 % та густиною 11,5 %;
- Ožujsko Cool — безалкогольне світле пиво (вміст алкоголю до 0,5 %, густина 6,5 %);
- Ožujsko Limun — радлер, світле пиво з додаванням соку лимону (вміст алкоголю 2 %);